# 大畠襄
大畠 襄（おおはた のぼる 1930年11月25日 - 2024年2月9日）は、日本の医師。専門はスポーツ医学、整形外科。

## 経歴・人物
1930年11月25日、東京都出身。成城高等学校を経て東京慈恵会医科大学卒業。大学卒業後は東京慈恵会医科大学附属病院整形外科医師となると共に、東京慈恵会医科大学整形外科教室及び形成外科教室で教鞭を取る。1984年に教授に昇任。
1985年に慈恵医科大学病院に開設された健康医学センターにてスポーツ外来部を設置。スポーツ医学研究を進めると共に、スポーツ選手などの治療などに当たる。1993年に健康医学センター長及びスポーツ医科学教授に就任、1996年より客員教授を務める。また東京慈恵会医科大学附属柏病院院長も務めた。
2024年2月9日に死去。93歳没。

### サッカーとの関わり
- 大畠は旧制成城高等学校時代にサッカーを始め、東京慈恵会医科大学でもプレーした。その縁から、1964年に日本サッカー協会に請われて医事活動に入る。
- 1970年の第6回アジア競技大会（バンコク/タイ王国）に出場したサッカー日本代表のチームドクターに就任、約10年間に亘って日本代表選手の医学的管理に携わる。また三菱重工業サッカー部のチームドクターとなるなど、当時としては先進的なスポーツと医学の関係強化に尽くした。
- 1982年に国際サッカー連盟スポーツ医学委員会委員に就任。また1979年からアジアサッカー連盟医事委員に就任（1983年～2002年には医事委員長を務めた）するなど国際サッカー界でも精力的に活動、FIFAワールドカップやAFCアジアカップを始めとする国際大会ではドーピングコントロールや医学管理面での指導を行っている。
- サッカー界での活動と貢献が評価され、2010年度の日本サッカー殿堂に選出された。

## 賞詞
- アジアサッカー連盟功労賞（1992年、2002年）
- 国際サッカー連盟功績認定証（2006年）
- プロスポーツ功労者文部科学大臣顕彰（2008年）

## 著書
- 『スポーツ外傷・障害のMRI』（メディカル・サイエンス・インターナショナル 1999年）

## 論文
- 国立情報学研究所収録論文 国立情報学研究所